# Fares Fares
Fares Fares (em árabe: فارس فارس ; Beirute, 29 de abril de 1973) é um ator, produtor e diretor sueco. Ele é conhecido por suas colaborações com o diretor Tarik Saleh, bem como pelos seus papéis em programas notáveis como Chernobyl e The Wheel of Time. Fares recebeu vários prêmios, incluindo um Prêmio Guldbagge de Melhor Ator Principal e dois Prêmios Robert de Melhor Ator Coadjuvante .

## Biografia
Fares nasceu em 29 de abril de 1973 em Beirute, no Líbano, em uma família de origem assíria. Seu irmão mais novo é o diretor Josef Fares, e ele tem quatro irmãs. Em 1987, quando Fares tinha 14 anos, sua família mudou-se para a Suécia, residindo em Örebro. Eles se mudaram para escapar da Guerra Civil Libanesa e escolheram a Suécia porque tinham parentes. Fares diz que aprendeu sueco três meses depois morando no país.
Desde os 15 anos, Fares atuou em um grupo de teatro local em Örebro. Aos 19 anos, frequentou a escola de teatro em Mölnlycke, perto de Gotemburgo, na Suécia, no qual trabalhou por seis anos no Teatro Tamauer.

## Carreira

### Filme
Fares desempenhou papéis importantes nos filmes de seu irmão, Josef Fares, incluindo sua estreia como ator em 2000. Ele estrelou Bang Bang Orangutang (2005) e Kill Your Darlings (2006).
Em 2010, Fares estrelou o thriller policial sueco Easy Money com Joel Kinnaman. O filme foi aclamado pela crítica e foi escolhido para distribuição americana por Harvey Weinstein. Em 2012, Fares fez sua estreia em Hollywood no filme Safe House, de Denzel Washington . Ele interpretou o oficial da CIA Hakim em Zero Dark Thirty. Fares teve um papel em Child 44 (2014) com Tom Hardy e Gary Oldman. Fares interpretou o senador Vaspar no filme da franquia Star Wars , Rogue One: Uma História Star Wars (2016).
Para The Keeper of Lost Causes, de 2013, que se passava na Dinamarca, Fares aprendeu a falar dinamarquês em dois meses. O filme é baseado em um romance de Jussi Adler-Olsen e é o primeiro de dez longas-metragens baseados em seus romances do Departamento Q. Fares e Nikolaj Lie Kaas apareceram nos quatro primeiros filmes, produzidos pela Zentropa. The Keeper of Lost Causes foi o filme mais vendido da Dinamarca em 2013.
Fares é parcialmente conhecido por seu relacionamento de colaboração de longa data com o diretor Tarik Saleh, estrelando mais famosamente em sua trilogia Cairo, consistindo em The Nile Hilton Incident (2017), Boy from Heaven (2022) e Eagles of the Republic (2025) .

### Televisão
Em 2014, Fares interpretou Fauzi Nadal no programa de TV Tyrant na FX Network. Tyrant foi renovada para uma segunda temporada, que começou a ser exibida em 2015, e uma terceira temporada em 2016. De 2018 a 2019, Fares apareceu nas duas séries da HBO, Westworld e Chernobyl. Ele interpretou o Ishamael em The Wheel of Time em 2021, 2023 e 2025. Em 2024, ele interpretou o papel de Ruggiero na série The Decameron, da Netflix.

### Teatro
- 1996: I väntan på Godot ( Esperando Godot ) de Samuel Beckett no Teater Tamauer, Suécia
- 2000: Dom, dirigido por Jasenko Selimovic, com Torkel Petersson, no Teatro da Cidade de Gotemburgo (Göteborgs Stadsteater), Gotemburgo, Suécia
- 2000: Natten före skogarna no Teater Tamauer, Suécia
- 2001: Tillbaka Until öknen no Royal Dramatic Theatre, Estocolmo, Suécia
- 2002: Köket no Teatro da Cidade de Gotemburgo, Gotemburgo, Suécia
- 2003: Brott, hemtjänst, straffpengar, pensionärsmord no Backstage, Suécia
- 2003: Den arabiska natten nos bastidores, Suécia

## Filmografia

### Filme
| Ano  | Título                               | Papel                 | Diretor             | Notas |
| ---- | ------------------------------------ | --------------------- | ------------------- | --- |
| 2000 | Before the Storm                     | Hostage taker         | Reza Parsa          | |
| 2000 | Jalla! Jalla!                        | Roro                  | Josef Fares         | |
| 2001 | Days Like This                       | Michel                | Mikael Håfström     | |
| 2002 | Mofars Big Bang                      | Doctor                | Gunnar A. Hellström | |
| 2003 | Kopps                                | Jacob                 | Josef Fares         | Peñíscola Comedy Film Festival Best Actor Award                                                             |
| 2004 | I'm Your Man                         | Omar                  |                     | Curta |
| 2004 | Day and Night                        | Kristian              | Simon Staho         | Chicago International Film Festival Best Ensemble Acting Award                                              |
| 2004 | Chlorox, Ammonium and Coffee         | Jesus                 | Mona J. Hoel        | |
| 2004 | Fakiren fra Bilbao                   | Frank Flambert        |                     | |
| 2005 | Zozo                                 | The Chicken (voice)   | Josef Fares         | |
| 2005 | Bang Bang Orangutang                 | Patrik                | Simon Staho         | |
| 2006 | Kill Your Darlings                   | Omar                  | Björne Larson       | |
| 2006 | 7 miljonärer                         | Kristoffer El-Zeid    |                     | |
| 2008 | For a Moment, Freedom                | Manu                  | Arash T. Riahi      | |
| 2008 | The Fur                              | Richardt              | Björne Larson       | Curta |
| 2009 | Metropia                             | Firaz Sanoman (voice) | Tarik Saleh         | |
| 2010 | Easy Money                           | Mahmoud               | Daniel Espinosa     | |
| 2012 | Sleepwalking in the Rift             |                       |                     | Curta |
| 2012 | Safe House                           | Vargas                | Daniel Espinosa     | |
| 2012 | Easy Money II: Hard to Kill          | Mahmoud               | Babak Najafi        | Nominated – Guldbagge Award for Best Supporting Actor                                                       |
| 2012 | Zero Dark Thirty                     | Hakim                 | Kathryn Bigelow     | |
| 2013 | The Keeper of Lost Causes            | Assad                 | Mikkel Nørgaard     | Danish cinema film adaptation of Jussi Adler-Olsen's book                                                   |
| 2014 | The Absent One                       | Assad                 | Mikkel Nørgaard     | Danish cinema film adaptation of Jussi Adler-Olsen's book. Won — Danish Film Gala for Best Supporting Actor |
| 2015 | Child 44                             | Alexei Andreyev       | Daniel Espinosa     | |
| 2016 | The Commune                          | Allon                 | Thomas Vinterberg   | |
| 2016 | A Conspiracy of Faith                | Assad                 | Hans Petter Moland  | Danish cinema film adaptation of Jussi Adler-Olsen's book                                                   |
| 2016 | Rogue One: A Star Wars Story         | Vasp Vaspar           | Gareth Edwards      | |
| 2017 | The Nile Hilton Incident             | Noredin Mustafa       | Tarik Saleh         | |
| 2018 | The Purity of Vengeance (Journal 64) | Assad                 | Christoffer Boe     | Danish cinema film adaptation of Jussi Adler-Olsen's book                                                   |
| 2018 | A Way Out                            | Leo Caruso (voice)    | Josef Fares         | Video game; also motion capture                                                                             |
| 2021 | It Takes Two                         | Leo Caruso (voice)    | Josef Fares         | Video game                                                                                                  |
| 2022 | The Contractor                       | Salim                 | Tarik Saleh         | |
| 2022 | Boy from Heaven                      | Ibrahim               | Tarik Saleh         | |
| 2023 | A Day and a Half                     | Lukas Malki           | Fares Fares         | |
| 2025 | Split Fiction                        | Leo Caruso (voice)    | Josef Fares         | Video game                                                                                                  |
| 2025 | Eagles of the Republic               | George El-Nabawi      | Tarik Saleh         | |

### Televisão
| Ano       | Título                       | Papel                 | Diretor                          | Rede               | Notas                                              | Ref(s) |
| --------- | ---------------------------- | --------------------- | -------------------------------- | ------------------ | -------------------------------------------------- | ------ |
| 2007      | Leende guldbruna ögon        | Roshan                | Emiliano Goessens, Anna Hylander | SVT1               |                                                    |        |
| 2008      | Maria Wern – Främmande fågel | Jonathan Sauma        | Erik Leijonborg                  | TV4                |                                                    |        |
| 2014–2016 | Tyrant                       | Fauzi Nadal           | Gideon Raff                      | FX                 | Main role; 19 episodes                             |        |
| 2018      | Westworld                    | Antoine Costa         | Various directors                | HBO                | Main role; season 2                                |        |
| 2018      | Deep State                   | Gabriel               | Robert Connolly                  | FOX                | Guest appearance; Episode "Old Habits"             |        |
| 2019      | Chernobyl                    | Bacho                 | Johan Renck                      | HBO                | Miniseries; Episode "The Happiness of All Mankind" |        |
| 2020      | Partisan                     | Johnny                | Amir Chamdin                     | Viaplay            | Main role; season 1, 5 episodes                    |        |
| 2021–2025 | The Wheel of Time            | Ishamael / Ba'alzamon | Various directors                | Amazon Prime Video | Main role; 10 episodes                             |        |
| 2024      | The Decameron                | Ruggiero              | Andrew DeYoung, Anya Adams       | Netflix            | Miniseries; recurring role, 2 episodes             |        |
| 2025      | We Come In Peace             | Elias                 | Jens Jonsson, Mani Maserrat      | TV4                | Miniseries; main role                              |        |